# Гута-Студенецкая
Гута-Студенецкая (укр. Гута-Студенецька) — село в Сновском районе Черниговской области Украины. Население 232 человека. Занимает площадь 1,25 км².
Почтовый индекс: 15230. Телефонный код: +380 4654.

## Власть
Орган местного самоуправления — Гуто-Студенецкий сельский совет. Почтовый адрес: 15230, Черниговская обл., Сновский р-н, с. Гута-Студенецкая, ул. Приграничная, 1.